# Victoria Codona Adolph
Victoria Codona Adolph (Veracruz, 1891-Palm Springs, 1983) fue una artista circense mexicana, perteneciente a la cuarta generación de la familia Codona.

## Trayectoria
Nació en Veracruz de padres franceses e ingleses. Debutó en el circo a los 6 años, en 1897, como trapecista, actuando con su madre. En 1904, había perfeccionado su número de baile sobre la cuerda floja, lo presentó en el Circo Metropolitano de Ciudad de México y permaneció actuando en circos mexicanos como funambulista.
Se dedicó a hacer equilibrios y acrobacias sobre el alambre. En 1909, agentes del Ringling Brothers and Barnum & Bailey Circus la reclutaron junto a sus hermanos menores, Abelardo "Lalo" y Alfredo Codona, para que actuar en su espectáculo, en el que trabajó en su pista central, hasta 1918.  También actuó en el Hippodrome de Nueva York, en el Sells Flotto Circus, y en Australia con Brothers Circus.
Artísticamente se le conoció como la "La Belle Victoria" y la "Princesa Victoria". Era cuñada de la artista de circo alemana Lillian Leitzel.
Participó en un espectáculo realizado en San Francisco, promovido por la Woman's Political Union, a favor de la causa del sufragio de las mujeres estadounidenses, junto a May Wirth.
Se retiró de la actuación cuando estaba embarazada de William K. Adolph, un piloto de carreras, de su primer hijo. Vivieron en Palm Springs, donde murió en 1983 a la edad de 92 años.

## Reconocimientos
En 2014, el Servicio Postal de los Estados Unidos. le dedicó el diseñó un sello como parte de una colección de ocho sellos que rinde homenaje a las leyendas del circo del pasado.
En 2022, la Universidad Estatal de Illinois dedicó una muestra fotográfica de retratos de artistas de circo de finales del siglo XIX e inicios del siglo XX, en las que se exhiben fotos de Codona, Leitzel, May Wirth y Lavinia Warren.